# Cryptothallus hirsutus
Cryptothallus hirsutus là một loài rêu trong họ Aneuraceae. Loài này được H.A. Crum mô tả khoa học đầu tiên năm 1996.